# Mhlontlo Local Municipality
Mhlontlo (englisch Mhlontlo Local Municipality) ist eine Lokalgemeinde im Distrikt OR Tambo der südafrikanischen Provinz Ostkap. Der Sitz der Gemeindeverwaltung befindet sich Qumbu. Bürgermeisterin ist Nompumelelo Dywili.
Der Gemeindename bezieht sich auf Inkosi Enkhulu Mhlonto (* 1837, Lukisikisi, West-Pondoland; † 11. Dezember 1912, Qumbu, Transkei), ein Oberhaupt der Pondomise (ein Xhosa-Stamm) im 19. Jahrhundert. Dieser wurde von der damaligen Landesregierung seines Postens enthoben, als die Pondomise den Magistrat von Qumbu töteten.
Im Ort Tsolo existierte während der Apartheid eine höhere Spezialschule (Jongilizwe College), an der Söhne von Chiefs und anderen traditionellen Stammesführern aus der demographischen Gruppe der Xhosa für künftige Verwaltungsaufgaben ausgebildet wurden. Es konnten zum Ende der Ausbildung zwei Abschlüsse erworben werden. Das waren ein niedrigrangiges Diplom in Verwaltungslehre sowie ein Volldiplom in Verwaltungslehre und Recht.

## Städte und Orte
- Mdeni
- Mhlakulo
- Mkhambeni
- Mmangweni
- Mvumelwano
- Qanda
- Qumbu
- Tolweni
- Tsolo

## Bevölkerung
Im Jahr 2011 hatte die Gemeinde 188.226 Einwohner. Davon waren 99,4 % schwarz. Erstsprache war zu 94,3 % isiXhosa und zu 2,3 % Englisch.